# Віверн

Португальський дракон — віверн

Ві́верн (лат. vivernus; англ. wyvern; ісп. guiverno; нім. Wyvern; порт. serpe; фр. vouivre, guivre), — у міфології крилатий дракон із тілом змія, гострим хвостом і двома лапами. Морський віверн має риб'ячий хвіст. Гербова фігура у геральдиці. Присутній у символіці Великої Британії, Португалії. Згадується у європейській літературі. Також — виве́рна (пол. wywerna).

## Етимологія
Слово віверн (англ. wyvern) походить через середньоанглійське wyver (за свідченнями ХІІІ ст.) і старофранцузьке wivre (guivre, vouivre), від лат. vīpera, що означає «змія, гадюка», «жерех». Вжиток слова у значенні «крилатий двоногий дракон» не засвідчений до XVII століття.

## У літературі
Віверн часто з'являється у сучасних книгах фантастики, але перші згадки про нього в літературі можуть належати до середньовічних бестіаріїв.

## Галерея

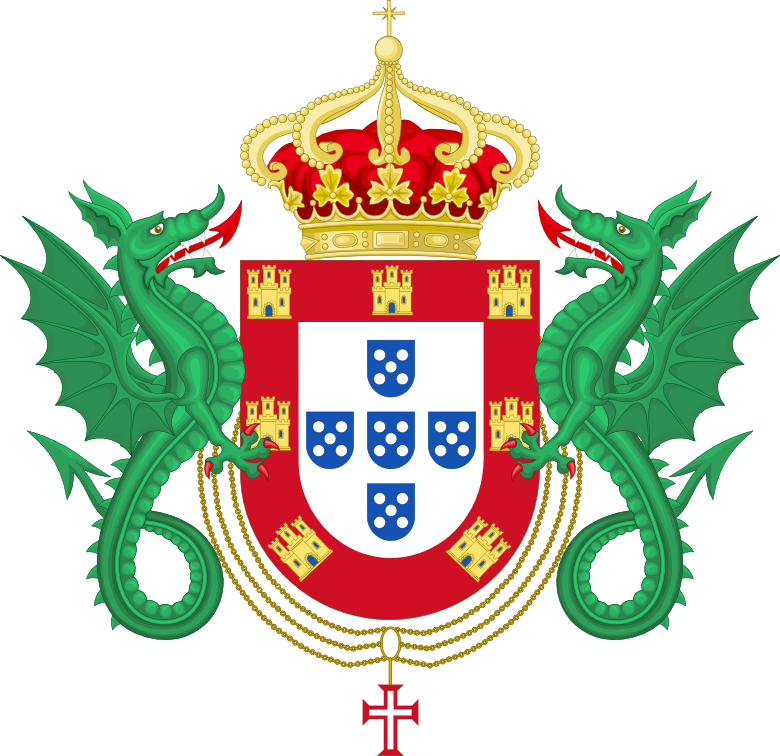
Португалія (1640—1910)
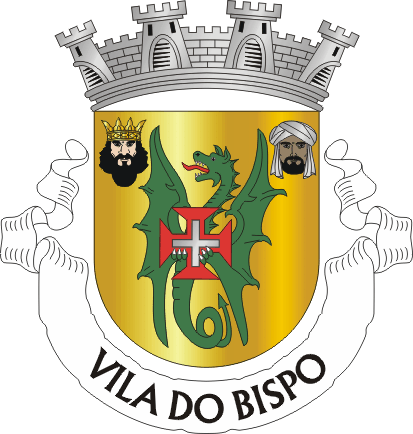
Віла-ду-Бішпу, Португалія
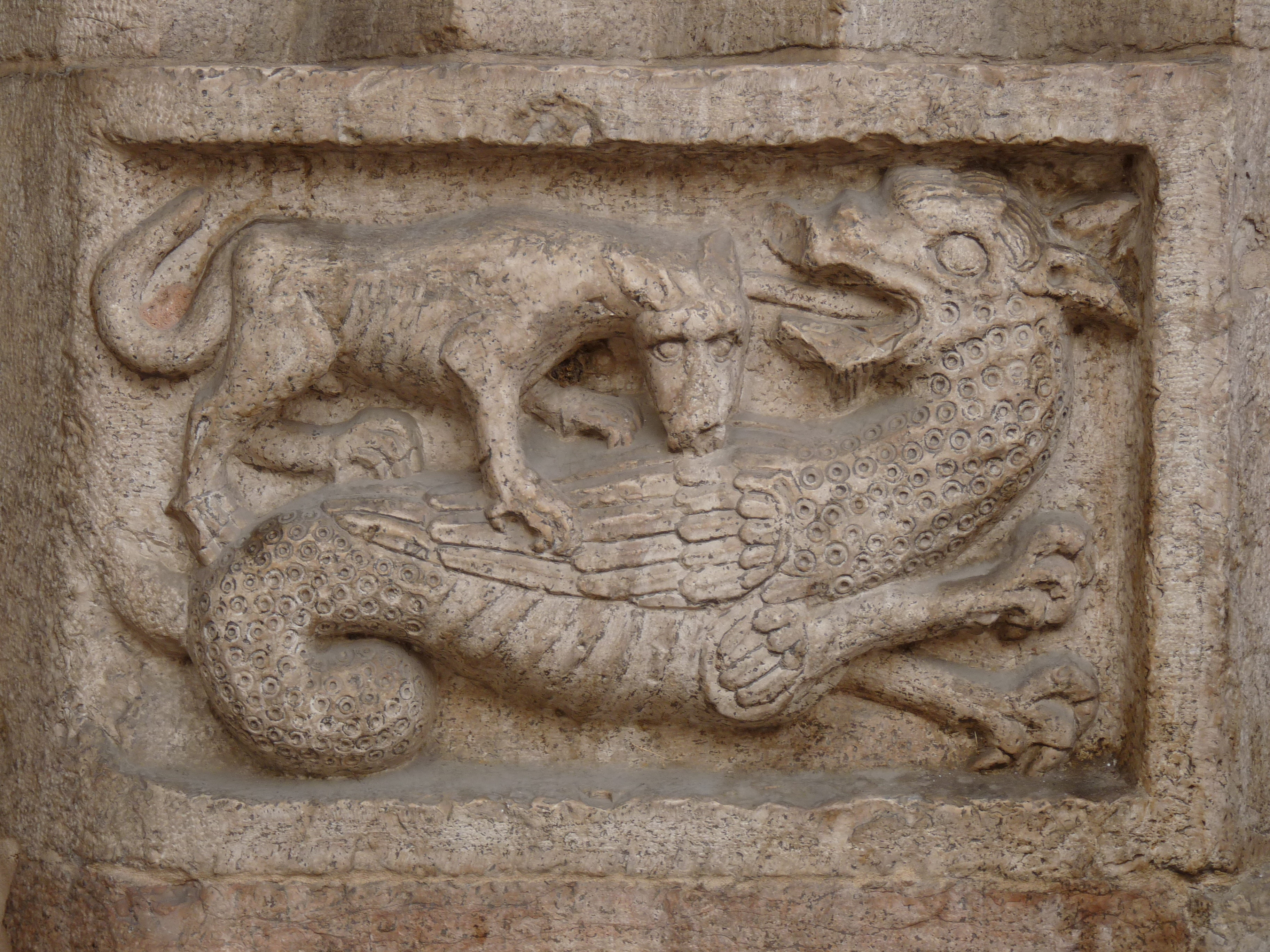
Собор Тренто, Італія
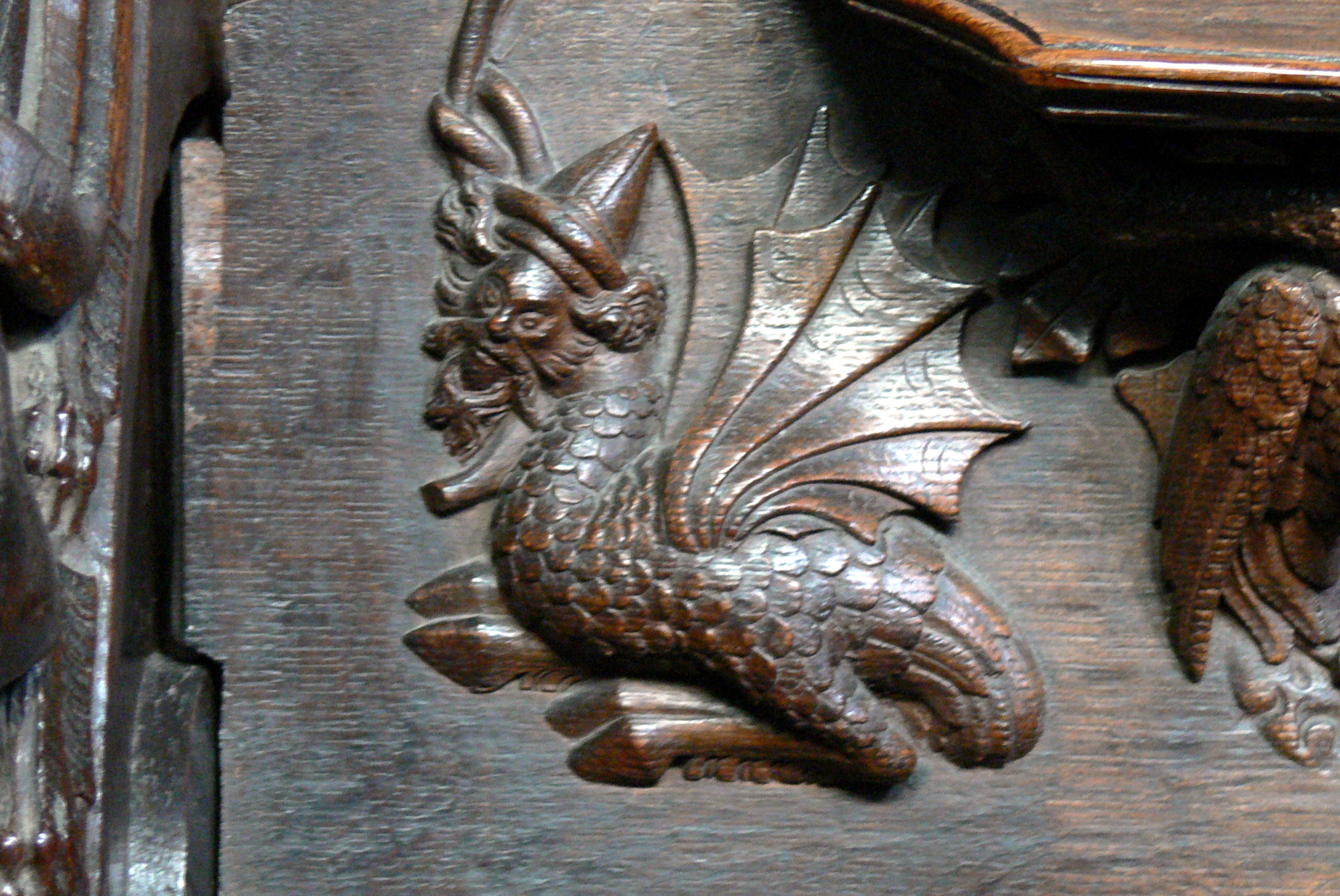
Честерський собор, Англія
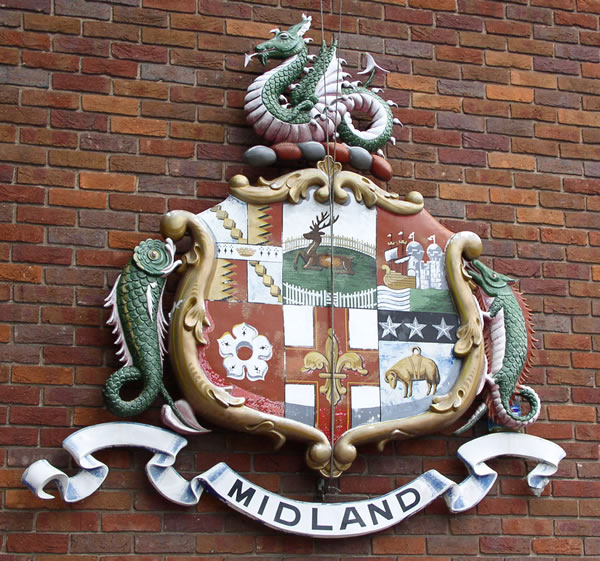
Герб Midland Railway
Стердал, Норвегія